# Altro (album)
Altro è il ventiduesimo album studio della cantante italiana Mina, pubblicato su LP a novembre del 1972 dall'etichetta discografica di proprietà della cantante PDU.

## Descrizione
Stampato e distribuito dalla EMI Italiana insieme al live Dalla Bussola con il titolo 1+1; entrambi riposti in una busta interamente bianca con il solo nome della cantante scritto in rilievo e il titolo.
Sarà venduto poi singolarmente con copertina apribile, disegnata "textured" (ossia su cartoncino tramato) e senza crediti né elenco brani sul retro. Spillato al centro all'interno della confezione un libretto con altri disegni di Gianni Ronco, ma senza i testi delle canzoni. Esiste anche una terza edizione in cartoncino liscio.
Album costituito interamente da inediti, spesso non inseriti in antologie, è stato ristampato su CD (PDU CDP 7902752) e successivamente rimasterizzato sullo stesso supporto nel 2001 (PDU/EMI 5350892).

## I brani
- I giorni dei falò
Cover (testo in italiano Giorgio Calabrese) di Long Ago and Far Away, scritta e interpretata da James Taylor anche per un singolo dall'album Mud Slide Slim and the Blue Horizon (1971).
- Ballata d'autunno
Canzone intitolata Balada de otoño (1968) del cantautore spagnolo Joan Manuel Serrat, già proposto da Mina nel precedente Bugiardo e incosciente (La tieta) e sempre con la traduzione di Paolo Limiti.
- L'amore, forse...
Altro rifacimento in italiano (ancora di Giorgio Calabrese il testo) di un successo brasiliano in portoghese, Ao amigo Tom, inciso nel 1971 separatamente dall'autore e dalla cantate/attrice Dóris Monteiro.
- Volendo si può
Insieme a Rudy, è una delle canzoni dell'album in cui Mina per la prima volta affronta il tema del suicidio, anche se da prospettive completamente diverse. Firmata Giorgio Conte, fratello di Paolo Conte e autore di diversi suoi pezzi degli esordi, inizia con un'atmosfera rarefatta e descrittiva che diventa vorticosa e ossessiva nella seconda parte grazie all'ausilio delle doppie voci e all'arrangiamento di Pino Presti, quasi a riprodurre la follia di chi tenta il suicidio.
- Rudy
Brano che sarà estratto in un singolo, ha un testo raffinato ed elegante che culmina in un epilogo tragico con effetto choc: una madre, la Rudy del titolo, alla fine si suicida con i figli aprendo il gas, che

(dal testo)
- Fate piano
É presente nella raccolta Del mio meglio n. 2 (1973). Mentre la corrispondente versione in inglese, I Still Love You che vede anche il testo, oltre alla musica, scritto da Shel Shapiro, sarà cantata da Mina nel 1974 e inserita in un singolo destinato al mercato anglosassone e più tardi sul CD internazionale I Am Mina (2011).[4]

È stata utilizzata per uno spot pubblicitario della Cedrata Tassoni, girato tra le limonaie sulla sponda occidentale del lago di Garda.
 Fate piano (Tassoni, 1972), su YouTube. URL consultato il 27 gennaio 2018.
- L'abitudine
Originale in inglese, intitolato Daddy's dream (testo di Harold "Lally" Stott), cantato da Demetrio Stratos nel 1972; ripreso lo stesso anno da Mina con il testo in italiano curato da Bruno Lauzi. Una versione inedita e diversa del pezzo, sempre in italiano e registrata nello stesso periodo dalla cantante, si trova nella raccolta Del mio meglio n. 5 (1979).
- Amore mio
Nel 1978 la cantante la inciderà con titolo The Way I Love You (testo di Norman Newell) per l'album Mina, commercializzato solo nel Regno Unito. Sarà poi inserita nella compilation su CD I Am Mina del 2011.
- Ossessione '70
Reinterpretazione di Fausto Cigliano, con un testo nonsense che gioca sulla formazione della squadra italiana partecipante al Campionato mondiale di calcio 1970.

## Tracce
Lato A
1. Non ti riconosco più – 4:10 (testo: Michele Anzoino – musica: Dario Baldan Bembo; edizioni musicali PDU/Come il Vento)
2. I giorni dei falò (Long Ago and Far Away) – 2:20 (testo: Giorgio Calabrese – musica: James Taylor; edizioni musicali April Music)
3. Ballata d'autunno (Balada de otoño) – 5:40 (testo: Paolo Limiti – musica: Joan Manuel Serrat; edizioni musicali PDU)
4. L'amore, forse... (Ao amigo Tom) – 2:43 (testo: Giorgio Calabrese – musica: Marcos Valle, Osmar Milito; edizioni musicali PDU/Senna Music)
5. Volendo si può – 3:20 (testo: Vito Pallavicini – musica: Giorgio Conte; edizioni musicali PDU/Ritmi e canzoni)

Lato B
1. Fate piano – 3:50 (testo: Andrea Lo Vecchio – musica: Shel Shapiro; edizioni musicali PDU/Alfiere)
2. Rudy – 3:32 (Guido Bolzoni; edizioni musicali PDU)
3. L'abitudine (Daddy's dream) – 3:19 (testo: Bruno Lauzi – musica: Adriano Fabi[5]; edizioni musicali PDU/Numero Uno)
4. Amore mio – 3:40 (testo: Gina Basso – musica: Bruno Canfora; edizioni musicali PDU/Curci/Usignolo)
5. Ossessione '70 – 3:45 (Fausto Cigliano; edizioni musicali S.I.F. Società Italiana Fonografica)

## Arrangiamenti e direzioni orchestrali
- Alberto Baldan Bembo in Non ti riconosco più
- Pino Presti in I giorni dei falò, Volendo si può e Fate piano
- Natale Massara in Ballata d'autunno, Amore mio, Ossessione '70
- Giulio Libano in L'amore, forse...
- Massimo Salerno in Rudy e L'abitudine

Tecnici del suono: Nuccio Rinaldis, Antonio Manzi.